# 尼韋齊克 (杜布羅維察區)
51°30′41″N 26°26′44″E / 51.51139°N 26.44556°E
尼韋齊克（烏克蘭語：Нивецьк），是烏克蘭西北部的村莊，隸屬里夫內州的薩爾內區。該村始建於1510年，面積0.73平方公里，海拔高度148米，2001年人口456，人口密度每平方公里624.7人。